# 턱

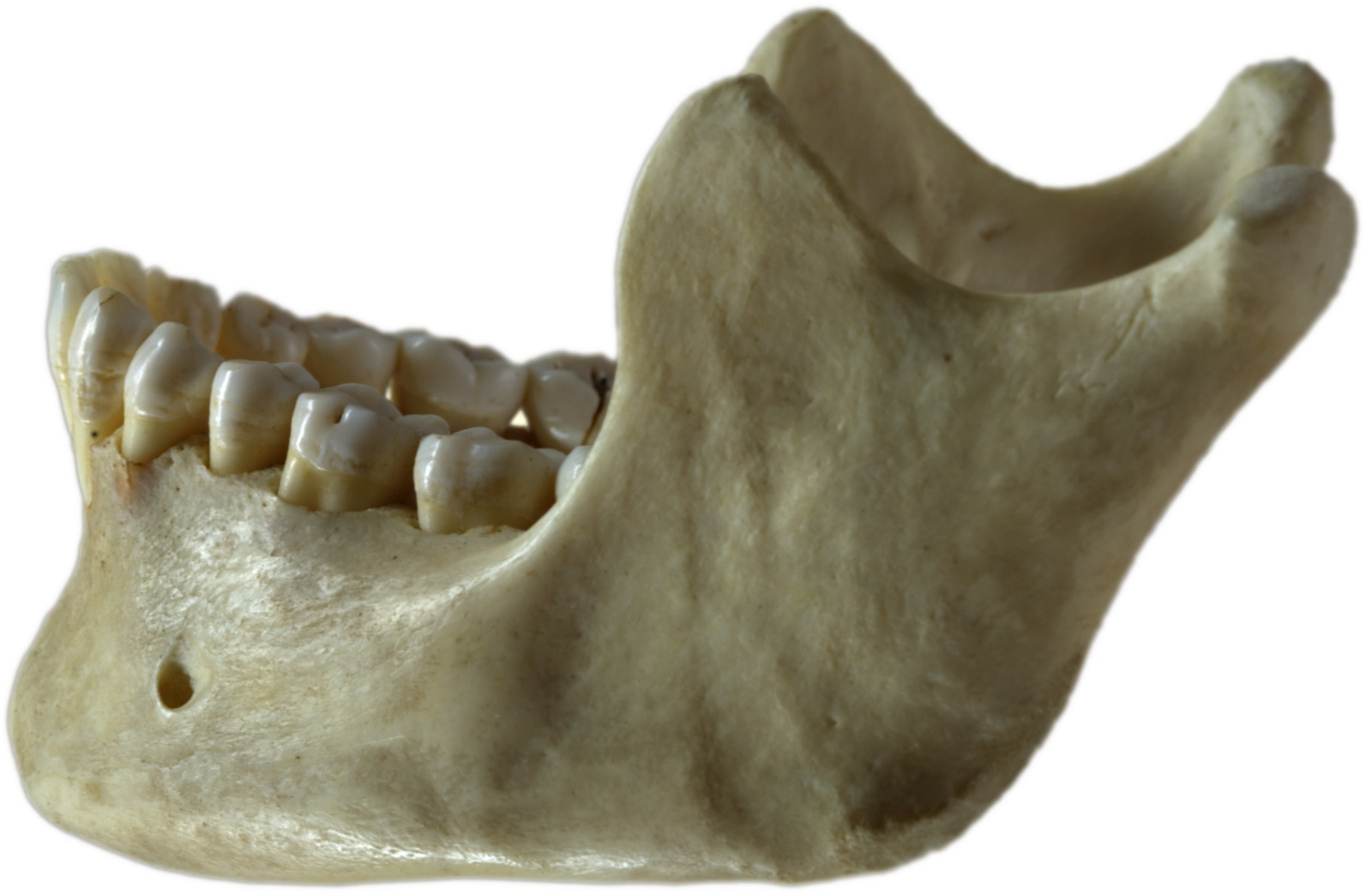
사람의 아래턱뼈

턱(영어: jaw)은 입의 아래에 있는 부분으로, 섭식과 발음에 도움을 주는 기관이다. 입의 골격을 이루며, 위턱과 아래턱(chin)으로 이루어져 있다.

## 절지동물
절지동물의 턱은 키틴질이고 옆으로 마주보며, 아래턱뼈나 협각으로 구성될 수 있다. 이 턱은 종종 수많은 입 부분으로 구성된다. 기능은 기본적으로 음식 획득, 입으로의 전달 및 저작(씹기)을 위한 것이다. 많은 입 부분과 관련 구조(발바닥 등)가 변형된 다리이다.

## 척추동물
대부분의 척추동물의 턱은 뼈이거나 연골이며 수직으로 마주보며 위쪽 턱과 아래쪽 턱으로 구성된다. 척추동물의 턱은 아가미를 지지하는 가장 앞쪽의 두 개의 인두궁에서 유래하며 일반적으로 수많은 이빨을 가지고 있다.

### 포유류
포유류의 턱은 하악골(아래턱)과 상악골(위턱)로 구성된다. 유인원의 경우 유인원 선반(Simian Shelf)이라고 불리는 아래턱뼈에 보강재가 있다. 포유류 턱의 진화 과정에서 턱 구조의 뼈 중 두 개(아래턱의 관절뼈와 방형뼈)의 크기가 줄어들어 귀에 통합되었으며, 다른 많은 뼈는 서로 융합되었다. 결과적으로 포유류는 두개골 운동을 거의 또는 전혀 나타내지 않으며 하악골은 측두하악 관절에 의해 측두골에 부착된다. 측두하악 관절 기능 장애는 통증, 딸깍 소리, 하악 운동 제한을 특징으로 하는 이러한 관절의 일반적인 장애이다. 특히 수각류 포유류에서는 파충류의 위턱 앞쪽 끝을 구성하는 전상악골의 크기가 감소했다. 그리고 조상의 위턱 끝 부분에 있는 중간엽의 대부분은 튀어나온 포유류의 코가 되었다.

## 성게
성게는 아리스토텔레스의 등불이라고 불리는 다섯 부분으로 대칭을 이루는 독특한 턱을 가지고 있다. 턱의 각 단위에는 결정질 탄산칼슘으로 구성된 하나의 영구 성장하는 치아가 있다.

## 같이 보기
- 씹기근육
- 조반목
- 하악전돌증
- 각룡류